# Еттінген-Еттінгени

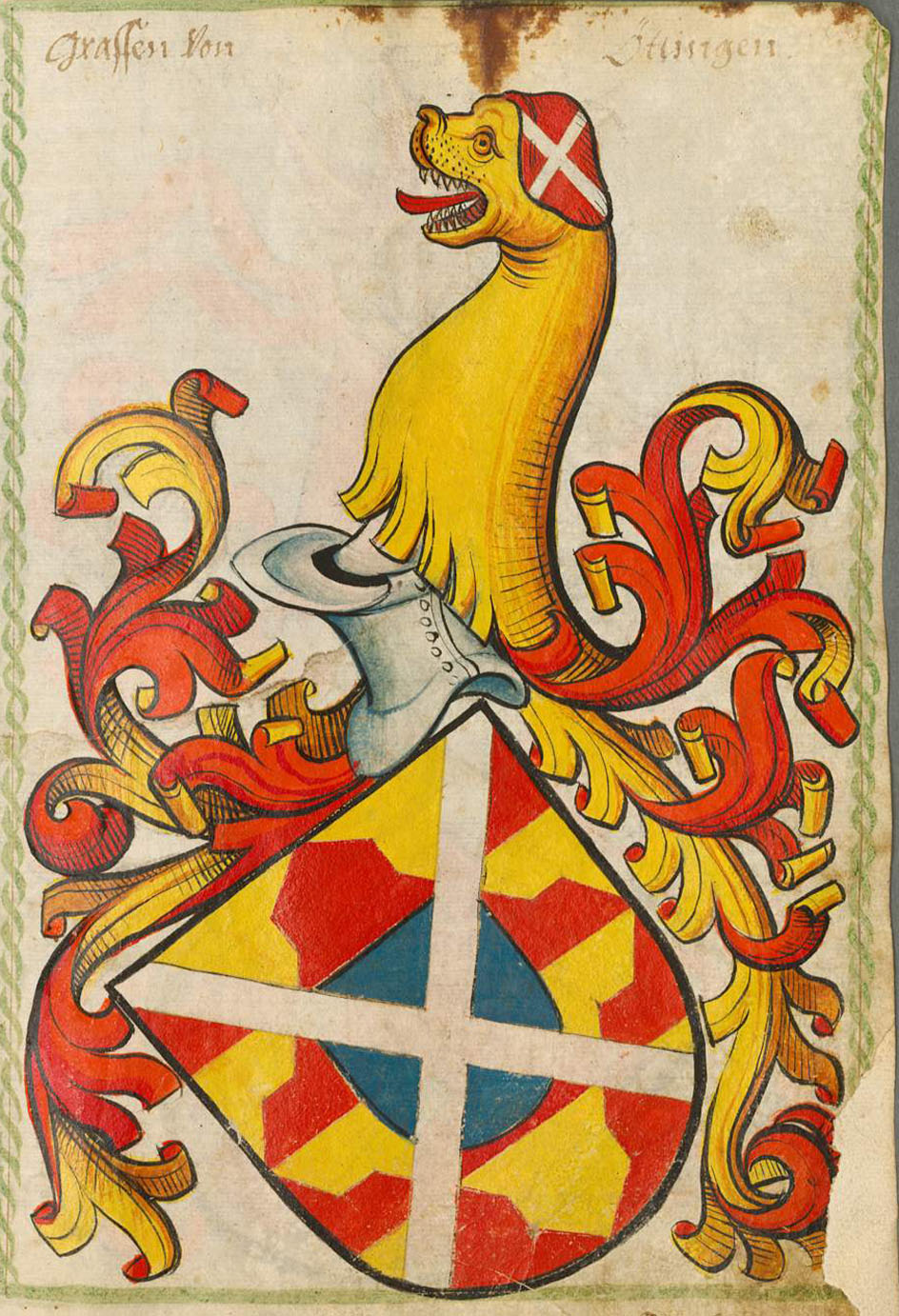
Герб Еттінген-Еттінген

Еттінген-Еттінгени (нім. Oettingen-Oettingen) — протестантська гілка німецького вельможного роду Еттінгенів.
Починаючи з XV століття землі Еттінгенів неодноразово ділилися між різними лініями графського сімейства. У 1522 році два сини Людвіга XV фон Еттінгена (1486—1557), протестант і католик, розділили графство (з XVIII століття — князівство) на Еттінген-Еттінген і  Еттінген-Валлерштейни.
Потомство Еттінген-Еттінгенів обірвалося в 1731 році, після чого дві третини їх володінь перейшли до Еттінген-Валлерштейна. У XVIII столітті поряд з останніми існували також лінії Еттінген-Бальдерн і Еттінген-Шпільберг.
При  медіатизації володінь князя Еттінгена в 1803 році площа його земель становила 850 км ² і на них проживало близько 60 000 підданих. Гордістю роду були палаци-замки Еттінген і Хохальтінген — одні з найкращих на півдні Німеччини пам'яток світської архітектури бароко.

## Представники
- З роду Еттінгенів вийшло декілька князів-єпископів, в тому числі Бамберга (1237), Айхштета (1383-1415) і Пассау (1485-1490).
- Христина Луїза фон Еттінген (1671—1747) — в шлюбі княгиня Брауншвейг-Вольфенбюттельська, бабуся російського імператора Петра II.
- Марія Ганна фон Еттінген-Шпільберг (1693—1729) — дружина 6-го князя Ліхтенштейну.
- Людвіг Ернст фон Еттінген-Валлерштайн (1791—1870) — перший міністр баварського короля  Людвіга I, який очолював т. зв. «міністерство Лоли», що знаходилося під впливом Лоли Монтез.
- Євген цу Еттінген-Валлерштайн (1885—1969) — вождь баварських сепаратистів, співзасновник  Баварської партії.